# Chapdes-Beaufort
Chapdes-Beaufort település Franciaországban, Puy-de-Dôme megyében. Lakosainak száma 1139 fő (2022. január 1.). Chapdes-Beaufort Les Ancizes-Comps, Bromont-Lamothe, Manzat, Montfermy, Pulvérières, Saint-Georges-de-Mons, Saint-Jacques-d’Ambur és Saint-Ours községekkel határos.

## Népesség
A település népességének változása:
| Lakosok száma | 1042 | 1058 | 1087 | 1100 | 1117 | 1119 | 1136 | 1137 | 1139 |
|               | 2013 | 2015 | 2016 | 2017 | 2018 | 2019 | 2020 | 2021 | 2022 |